# Цхинвальский троллейбус
Цхинва́льский троллейбус — система городского троллейбуса, существовавшая в городе Цхинвали Грузинской ССР. Система закрыта в 1990 году из-за вооружённого конфликта.

## Описание
Троллейбусное депо в городе отсутствовало, ночью троллейбусы отстаивались на площади около железнодорожного вокзала.

## История
Троллейбусное движение в Цхинвали было открыто 17 мая 1982 года. Открытие было приурочено к празднованиям шестьдесятилетия со дня образования Юго-Осетинской автономной области (20 апреля 1922 года) в составе Грузинской ССР. Открытие сопровождал скандал: в город не успели поставить новые троллейбусы ЗИУ-9, и руководители Цхинвали одолжили троллейбусы в Гори.
Всего было запланировано два маршрута: «Автовокзал-Трикотажная фабрика» и «Автовокзал-Жилмассив». Диспетчерская и силовая электроподстанция находились на улице Московская. Троллейбусная линия строилась в три очереди. В качестве подвижного состава использовалось шесть троллейбусов ЗиУ-9.
Движение троллейбусов в Цхинвали было парализовано в декабре 1990 года с началом грузино-осетинского конфликта. После его окончания оно так и не было восстановлено. Контактная сеть и подвижной состав были разворованы местным населением. Сегодня о троллейбусе в Цхинвали напоминают только остовы троллейбусных кузовов, брошенные на городских задворках.
В 1999 году из Владикавказа в Цхинвали были доставлены опоры контактной сети и материалы для её восстановления (демонтированные во Владикавказе), однако троллейбусное движение так и не было возобновлено.